# Harald Stenvaag
Harald Stenvaag (Ålesund, 5 marzo 1953) è un ex tiratore a segno norvegese.

## Palmarès

### Olimpiadi
- 2 medaglie:
  - 1 argento (Barcellona 1992 nel fucile 50 metri seduti)
  - 1 bronzo (Sydney 2000 nel fucile 50 metri tre posizioni)